# Торговая монета
Торговая монета — монета со стабильной монетной стопой и содержанием благородного металла, получавшая в силу своей устойчивости широкое распространение в международной торговле и становившаяся образцом для подражания в других странах, где часто получала то же, слегка видоизменённое или локализованное название. Такие монеты часто выпускались в объёмах, намного превышающих потребности внутреннего рынка, или чеканились специально для торговли с другими странами и при этом могли иметь стандарт, принятый торговым партнёром, а не монет, имеющих хождение на внутреннем рынке. В ряде случаев их оформление содержало портрет уже давно умершего монарха, который сохранялся на торговой монете лишь для её узнаваемости за границей. Торговые монеты использовались в Европе, Африке, Азии и оценивались, как правило, по стоимости содержащегося в них драгоценного металла (прежде всего золота и серебра) в отличие от тех монет, что служили для внутреннего обращения, и могли цениться по несколько завышенной нарицательной стоимости.
В конце XIX века торговыми назывались такие монеты, которые, не имея указания на нарицательную стоимость (номинал), оценивались по фактической стоимости содержащегося в них металла. Современный термин «торговая монета» был эквивалентен понятию «фабрикационная монета» (нем. Fabricationsmünze).
Торговые необходимо отличать от таких типов монет, как:
- колониальные монеты — монеты, которые чеканятся для обращения на зависимых территориях (в ряде случаев на монетных дворах самой метрополии, иногда — непосредственно в колонии, но под контролем центральной власти) и которые, как правило, не имеют силы законного средства платежа в метрополии[5];
- союзные монеты — монеты, которые в рамках монетного соглашения самостоятельно чеканят несколько государств, но по единому стандарту (прежде всего единого веса и пробы)[6].

При этом как союзные, так и колониальные монеты могут выполнять функции торговых.

## Основные разновидности торговых монет

### Античность:Древняя Греция,Древняя Персия,Древний Рим
Первые монеты в Средиземноморье появились то ли в Лидии, то ли в Эгине, то ли в Эолиде в начале VII века до н. э. Основными торговыми монетами Античности, получившими наиболее широкое распространение в Средиземноморье, Причерноморье и Передней Азии, согласно Александру Зографу, были:
- в архаический период (VIII—V века до н. э.) — коринфские статеры[10];
- в классический период (V—IV века до н. э.) — афинские тетрадрахмы[11];
- в эллинистический период (IV—I века до н. э.) — тетрадрахмы и золотые статеры Александра Македонского, а также афинские тетрадрахмы (в частности, стефанофоры)[12][13];
- в императорский период (I век до н. э. — VI век н. э.) — республиканские денарии[14][15][16].

Среди прочих торговых монет античности Зограф также упоминает:
- золотые дарики, кизикины, ауреусы[17][18][19];
- серебряные персидские статеры (сикли), кистофоры, лисимаховские статеры и тетрадрахмы (последние имели особое значение для торговли в Причерноморье и на Балканах)[20][21][22].

Гарольд Мэттингли также отмечает заметную роль, которую в торговле с соседними государствами, а также в адаптации вновь завоеванных территорий к римской монетной системе в период ранней Римской республики играли такие монеты, как викториат и квадригат.

### Раннее Средневековье:Византийская империя,Арабский халифат,варварские королевства
Монетная система Византии поначалу продолжала традиции поздней Римской империи, однако после реформы Анастасия (491—518 годы) приобрела специфические черты. Одной из основных особенностей было господство золотых и бронзовых (иногда посеребрённых) монет при незначительном использовании серебряных. Основными торговыми монетами Византии остались появившиеся ещё в Римской империи золотой солид (безант, бизантин, номизма) и серебряный милиарисий. Солид сохранил значение стандартной монеты почти до падения Константинополя в 1453 году, хотя в последнее столетие существования империи золото как монетный металл уже почти не использовалось. Значение милиарисия ограничивалось IX—XI веками.
Монетная система Арабского халифата сформировалась на базе денежных систем двух сначала соседних, а потом завоёванных империй — Византийской и Сасанидской. В первой основной монетой был золотой солид, во второй — серебряная драхма, которая примерно соответствовала древнегреческой драхме и позднему республиканскому денарию. Эти две почти равные по весу (чуть больше 4 граммов), но изготовленные из разных металлов монеты получили у арабов локальные наименования (солид, золотой денарий, стал динаром а драхма — дирхемом) и послужили прообразами для собственных монет халифата (собственный дирхем начали чеканить между 692 и 696 годами, динар — в 696 году). Динар и дирхем упоминаются в Коране, что стало дополнительным фактором широкого распространения этих монет в мусульманском мире. В Европе в подражание динару в XI—XIII веках чеканились испанские и португальские мараведи и испанские доблы.
Первые монеты государств, возникавших и исчезавших в результате Великого переселения народов (IV—VII века), носят в нумизматической литературе название «варварские подражания». Это, как правило, очень несовершенные по техническому исполнению, с грубыми ошибками, копии древнегреческих, древнеримских и византийских монет. Ключевыми «варварскими» монетами были золотой шиллинг и серебряный денарий (денье). Первый — это германизированное название солида, который и стал прообразом шиллинга. Прототип второго — серебряная силиква, чья стоимость выражалась в счётных денариях. И те, и другие чеканились со времён Меровингов (481—751), но имели лишь локальное, местное значение
.

### Высокое Средневековье: Период денария

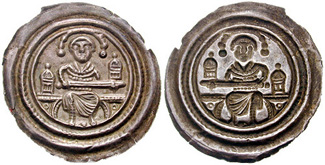
Брактеат, основная монета Высокого Средневековья, объективно не мог выполнять функции торговой монеты

Хронологические рамки Высокого Средневековья почти совпадает с эпохой в истории европейского денежного обращения, которая в нумизматической литературе получила название «период денария» (VIII—XIII века). В целом этот период характеризовался почти полным исчезновением из обращения золотых монет и господством чуть ли не единственного и самого крупного номинала — большого числа разновидностей средневекового денария. Эта монета в зависимости от местности получала множество локальных названий:
- от фр. denier или непосредственно от лат. denarius — денье, данаро (денаро), данаретто (денаретто), динеро, динейро (диньейро)[42][43];
- от прагерм. *panningaz — пфенниг, пеннинг, пенни, пеняз (пенязь)[44].

Кроме того, выпускались оболы (локальные названия — шерф, май), равные 1⁄2 денария.
Ни одна из перечисленных монет не могла претендовать на ту роль, которую выполняли торговые монеты предыдущих периодов. Редкие исключения — денье, пенни, кёльнский и фризахский пфенниги, геллер и некоторые другие — имели сравнительно непродолжительное значение в качестве торговых монет. Если не принимать в расчёт политические причины (например, раздробленность), основными экономическими были натурализация хозяйства, а также получившая широкое распространение практика порчи монет, которая вместе с такими явлениями, как обрезывание монет и их регулярная реновация, сводила на нет ключевые свойства торговой монеты, а именно продолжительное существование стабильных веса и пробы. С появлением в XII веке и быстрым утверждением брактеатов появилась объективная причина — невозможность в результате быстрого износа сколько-нибудь долгого обращения этих хрупких монет.

### Позднее Средневековье: Период гроша и флорина
В XIII веке, с началом чеканки новых типов серебряных монет (грошей) в Туре и золотых монет (флоринов) во Флоренции, в истории европейского денежного обращения начался период гроша и флорина (чаще просто «период гроша»), который продолжался до XV века.
Первые гроши, гроссо (итал. grosso от лат. denarius grossus — большой денарий в отличие от обычного, малого) — серебряные монеты, равные нескольким денариям — появились в конце XII века в Генуе (1172 г.), Флоренции (1182 г.) и Венеции (около 1200 г.). Однако широкое распространение в Европе монеты нового типа получили после выпуска в 1266 году турских грошей (гро турнуа, турноза) и около 1300 года грошей пражских. Первоначально это была монета, соответствовавшая 1⁄20 ливра (фунта) или 12 денье (денариям), то есть одному счётному солю (солиду, шиллингу), однако это наименование за монетой не закрепились. Она стала известна под локальными названиями (грошен, гроссо, гро, гроут, грот, гротен) и вытеснила в качестве торговых монет денарии предыдущей эпохи денежного обращения.
На рубеже Средневековья и Нового времени в Италии появилась ещё более крупная, весившая 9,65 грамма, серебряная монета — тестон (от итал. testa — «голова», по изображению портрета правителя на монете). Она получила распространение во Франции, Португалии, Германии, Англии и Шотландии, где вскоре последовали подражания: французский тестон, португальский и бразильский тостао, шотландский и английский тестуны, немецкий и швейцарский диккены (от нем. Dickenpfennige — толстый пфенниг).
Как было отмечено выше, примерно в VIII веке золотые монеты в Европе исчезли из обращения, однако с началом крестовых походов и постепенным оживлением торговли с арабскими странами они стали появляться с Востока (там чеканка золота не прекращалась) в итальянских торговых городах Генуе, Флоренции, Венеции. В XIII веке они и возродили массовую чеканку золота в Европе. В 1252 году Флоренция выпустила золотую монету в 3,537 грамма, которая вскоре получила название «флорин». Аналогичную монету — дженовино — начала чеканить Генуя. В 1284 году их примеру последовала Венеция, чьи монеты — дукаты (с XVI века они стали называться цехинами) — поначалу весили чуть больше флоринов, но вскоре сравнялись с ними. Вскоре именно название «дукат» закрепилось по всей Европе как синоним высокопробной золотой монеты весом около 3,5 грамма. Подражания им чеканили практически все страны Европы, некоторые — вплоть до новейших времён. Основные типы этих подражаний: венгерский, немецкий и голландский. Первый (венгерский) тип был хорошо известен в Восточной Европе и России, став прообразом польского злотого, русского золотого (червонца), а также непосредственно венгерского форинта. В Германии подражания цехинам и флоринам первоначально назывались гульденами (позже гольдгульденами), но из-за скорого снижения веса и необходимости возврата к прообразу в 1559 года было принято наименование «дукат» (гульденами и флоринами стали называть серебряные монеты). Голландские дукаты начали чеканить сравнительно поздно (только в 1586 году), но в таких количествах, что в XVII—XVIII веках они стали одними из самых важных монет мировой торговли. Некоторые страны (в частности, Австрия) чеканили дукаты до Первой мировой войны.
Почти одновременно с дукатами появились золотые монеты во Франции. Золотой экю (экюдор) первоначально весил больше, а с 1290 года почти как флорин. Аналогичные французским монеты чеканились в Италии (золотой скудо), Испании и Португалии (золотой эскудо, добра).
В Англии c 1344 года началась чеканка ноблей (ноублей), первоначально весивших 8,97 грамма, но к 1351 году полегчавших до 7,97 грамма. В 1455 году оформление монеты чуть изменилось, она в очередной раз полегчала (до 7,776 г) и получила название «розенобль» («роузноубл») или «риал» («райол»). Нобль и его разновидности (к моменту окончания чеканки общий вес этого типа монет снизился до 6,36 г) — розенобль, риал со шпорами, риал с розой (равен 2 риалам со шпорами) — чеканились до 1625 года, активно использовались для торговли с континентальными европейскими странами и часто становились объектом для подражания — во Фландрии, Бургундии, Кастилии, Нидерландах, Дании, России, в других европейских странах.

### Новое время: Период талера

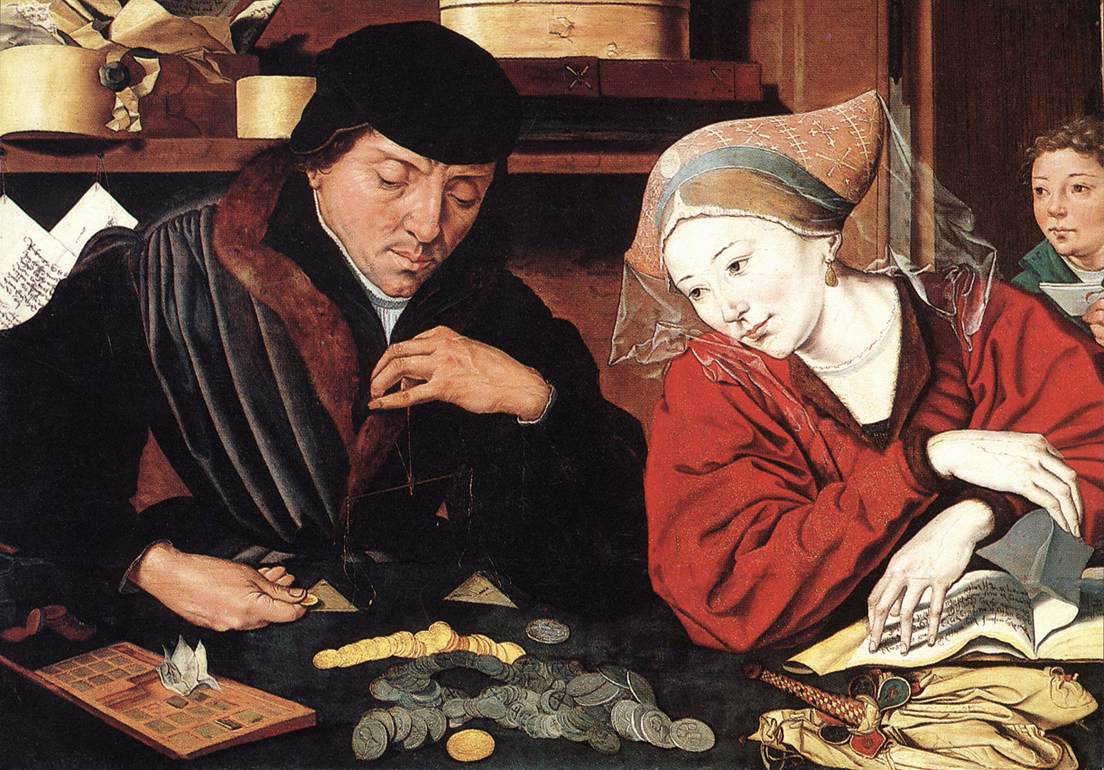
Реймерсвале. «Меняла с женой». Типы монет перед ними: серебряные талеры и золотые дукаты

С появлением на рубеже XV и XVI веков ещё более крупных, чем грош, серебряных монет в Европе начался период талера, хотя это была далеко не единственная разновидность инструментов международной и тем более внутренних систем денежного обращения.
В 1484 году эрцгерцог Тироля Сигизмунд начал в Халле чеканку монеты, эквивалентной по стоимости золотому гульдену, но из серебра 937,5-й пробы весом в 29,232 грамма. Она была названа гульденгрошем (или гульдинером), а её золотой эквивалент для избежания путаницы — гольгульденом. В 1518 году похожие монеты стал чеканить граф Шлик в Иоахимстале (Богемии). Они быстро распространились по всей Германии и за её пределами, и в 1525 году получили название «иоахимсталеры», позже — просто «талеры». В других странах оно трансформировалось в доллар, дальдер, дальдре, дальдер, таллеро, талари, толар, таляр. По образцу талеров чеканились такие монеты, как песо, пиастр, экю, крона, рубль и многие другие. В самой Германии вес и проба талера регулярно корректировались имперскими монетными уставами, указами рейхстага и союзными соглашениями (банкоталер, рейхсталер, конвенционный талер, кроненталер, двойной талер, союзный талер) пока в 1871 году ему на смену не пришла золотая марка. С этого момента талеры начали постепенно изыматься из обращения, а в 1907 году были окончательно демонетизированы. В связи с повсеместным введением золотого стандарта во второй половине XIX века монеты талерового типа начали терять значение и в других странах Европы, однако ещё долго сохранялись в качестве ключевых торговых монет в Азии и Африке.
В 1537 году в Испании началась чеканка золотого эскудо (он весил меньше и был более низкой пробы, чем дукат), а также его кратных, наиболее известным из которых стал «пистоль» (с XVII века общеевропейское название монеты, эквивалентной двойному эскудо). По образцу испанского пистоля с 1640 года Франция начала чеканку луидоров. Вслед за ней свои пистоли появились в Италии, Германии и других странах (августдор, вильгельмсдор, фридрихсдор, фридрихвильгельмсдор, карлсдор, карлдор или каролин). Во Франции луидор был заменён в 1803 году наполеондором, который содержал чуть меньше золота.
Основной золотой монетой Англии и её торговых партнёров стал соверен, выпуск которого начался в 1489 году. В 1601-м вес монета содержала 10,213 грамма золота (то есть примерно в три раза больше, чем дукат), и этот или близкий ему стандарт использовался для чеканки подражаний такими странами, как Нидерланды, Австрийские Нидерланды (соврано), Австрия, Дания. Сама Британия прекратила выпуск соверенов первого типа в 1660 году, но в 1816-м, с принятием золотого стандарта, возродила чеканку с новым содержанием золота — 7,32 грамма. После 1914 года монета выпускалась только для международной торговли и для коллекционеров. Подражания второму типу соверенов чеканились в Саудовской Аравии (саудовский соверен), Перу (перуанская либра), Индии (мухр), в других странах.
В Германии, как было отмечено выше, с 1559 года ключевые золотые монеты назывались дукатами (рейхсдукатами). В 1857 году в соответствии с Венской (Немецкой) монетной конвенцией в Пруссии началась чеканка золотой союзной кроны (10 г золота при общем весе монеты в 11,111 грамма), которая хотя и рассматривалась в качестве торговой монеты, но была выпущена незначительным тиражом и не получила широкого распространения.

### Современные торговые монеты
Согласно каталогам одного из наиболее авторитетных нумизматических издательств Krause Publications, в настоящее время статус торговой монеты имеют только золотые монеты Нидерландов достоинством в 1 и 2 дуката. Обе 983-й пробы. Общий вес первой — 3,494 грамма, второй — 6,988 грамма. Номиналы не указываются. Их выпуск продолжается, несмотря на переход Нидерландов на евро в 2002 году.
Кроме того, в 2001 году Нидерландские Антильские острова выпустили серию «Золотые торговые монеты», в рамках которой были отчеканены 24 серебряные монеты достоинством 10 гульденов (общий вес — 31,1035 г, проба — 925-я):
- Ауреус Суллы (138—78 гг. до н. э.);
- Солид Константина I (306—337 гг. н. э.);
- Тремиссис (треть солида) Хлодвига I (481/482—511);
- Дукат Дандоло (1280—1289);
- Экюдор с престолом Филиппа IV (1285—1314);
- Нобль Эдуарда III (1327—1377);
- Рейнский гульден Карла IV (1355—1378);
- Конный франк Иоанна II (1350—1364);
- Флорин Козимо Медичи (1389—1464);
- Гольдгульден Святого Андрея Филиппа Доброго (1396—1467);
- Экюдор с солнцем Людовика XI (1461—1483);
- Соверен Елизаветы I (1558—1603);
- Каролюсдор Карла V (1519—1556);
- Реалдор Филиппа II (1556—1598);
- Дукат Морица (1567—1625);
- Двойной альбертин Изабеллы и Альберта (1595—1633);
- Золотой всадник Вильгельма III (1672—1702);
- Луидор Людовика XIII (1610—1643);
- Рубль (империал) Екатерины Великой (1762—1796);
- Двойной соверен Марии Терезии (1740—1780);
- 20 франков (наполеондор) Наполеона Бонапарта (1804—1814);
- 10 гульденов Вильгельмины (1890—1948);
- Соверен Георга III (1760—1820);
- 20 франков Альберта I Бельгийского (1909—1934).

## Торговые монеты Азии и Африки

### Испанское песо
Помимо самой Европы, в Новое время острая конкуренция торговых монет была хорошо заметна в Леванте (Сирия, Ливан, Палестина, Египет, Турция и другие территории Восточного Средиземноморья), в Северо-Восточной Африке (северное побережье Средиземного моря, Эфиопия и Эритрея), в Китае и Юго-Восточной Азии. Безусловным лидером являлось испанское песо. Эта серебряная монета талерового типа была впервые выпущена Карлом I (1516—1556) и имела достоинство в 8 реалов (исп. peso de à ocho — дословно «кусок в восемь [реалов]», «восьмерик»). Первоначально на монете изображались герб Испании и геркулесовы столбы. При Карле III (1759—1788) столбы заменили на портрет монарха. При Жозефе Бонапарте (1808—1814), сохранив вес и пробу монеты, номинал исправили с 8 на 20 реалов. При Изабелле II (1833—1868) в 1850 году чуть снизились уже вес и проба, а в 1868-м выпуск монеты был прекращён. Основным сырьём служило серебро, добытое в Мексике и Перу (рядом с городом Потоси, современная Боливия). И Мексика (до 1914 года), и Перу после обретения независимости в начале XIX века начали чеканку собственных торговых монет этого типа.
Общее число песо, выпущенных Испанией и Мексикой за всё время чеканки, оценивается в 3 млрд. Они были чрезвычайно популярны в Европе, Азии, Африке и Америке, часто появляясь в виде подражаний и получая локальные наименования: испанский или мексиканский доллар (Северная Америка, Юго-Восточная Азия), шанхайский доллар (Юго-Восточная Азия), пиастр (Европа, где подражания чеканили Франция, Пруссия, Дания, Британия), восьмерик (В США; англ. piece of eight), патакао (Арабские страны, Португалия, Бразилия, где монета иногда получала местную надчеканку), патака (Северная Африка), макукин (Мексика), гурд (Франция и её Вест-Индские колонии), риял или риал (арабские государства), куруш (Турция, Египет), быр (Эфиопия, Эритрея), каролюс, колонато или колуннарио (в самой Испании). Песо стал непосредственным прообразом таких валют, как доллар США, турецкий куруш (пиастр), патака Макао, гаитянский гурд и многих других.

### Лёвендальдер и талер Марии Терезии
Конкурентами песо в Леванте и Африке были левантеталеры (левантийские талеры), монеты талерового типа, многие из которых выпускались исключительно для торговли в этом регионе. В Турции они назывались асади-куруш (лёвендаальдер), риал-куруш или кара-куруш (рейхсталер). Арабы после приставки абу («отец») добавляли образное выражение, характеризующее конкретный тип монет: абу тера (талер Марии Терезии, где тера — сокращённая форма её имени), абу куш («отец птицы» — талеры с изображением двуглавого орла), абу кельб («отец собаки» — лёвендальдер, чей лев ассоциировался с собакой), абу арба («отец четырех» — каролюс Карла IV), абу мидора или абу така («отец пушки» — песо, чьи столбы воспринимались как стволы пушек). Абу така впоследствии превратилось в «патака».
Особое значение для региона имели лёвендальдер (лёвендаальдер, львиный талер) и талер Марии Терезии. Первый — нидерландский талер, получивший своё название по изображённому на реверсе льву, стоящему на задних лапах. Его выпуск начался 1575 году первоначально для внутреннего обращения, но вскоре исключительно для торговли в Леванте. Монета также была популярна в Юго-Восточной Европе. В частности, именно от неё произошло наименование современных валют Румынии и Молдовы — лей. Встречалась она и в Америке, получив в Мэриленде прозвище догт (англ. dog — собака). Талер Марии Терезии — разновидность австрийского конвенционного талера 1753 года, который также выпускался сначала в качестве инструмента внутреннего денежного обращения, но затем стал использоваться уже только для внешней торговли. На монете был изображён профиль императрицы Марии Терезии (1740—1780), откуда и пошло название. Без изменения оформления и с указанием года смерти императрицы уже только в качестве торговой монеты талер Марии Терезии продолжали выпускать до середины XX века (в том числе по соглашению с Австрией другие страны). С 1751 по 2000 год было отчеканено около 389 млн экземпляров монеты, ставшей самой распространённой в Леванте и Северо-Восточной Африке (попадала она также дальше в Азию и даже в Америку). Из этих регионов её не смогли вытеснить ни упомянутые выше песо и лёвендальдер, ни чеканившиеся специально для местных рынков монеты других государств (в частности, эритрейский талер), ни монеты местной чеканки (например, абиссинский талер).

### Торговый доллар
В Юго-Восточной Азии монеты талерового типа назывались долларами вне зависимости от страны происхождения и оригинального названия. Песо в этом регионе стал испанским или мексиканским долларом (каролюс, разновидность с портретом монарха — шанхайским долларом), а конкурировавшие с ним торговые монеты, которые выпускались специально для расчётов со странами Юго-Восточной Азии, в большинстве случаев содержали в оформлении надпись dollar («доллар»). Таковы торговый доллар США (чеканился в 1873—1885 годах тиражом 36 млн экземпляров), японский торговый доллар (выпускался в 1875—1877 годах тиражом более 3 млн экземпляров), британский торговый доллар (1895—1935 годы). Исключением являлся Французский Индокитай, где было принято наименование «пиастр» и для которого Франция с 1885 года чеканила торговый пиастр (часто используемое в англоязычной литературе название — французский торговый доллар). Иногда к торговым также относят однодолларовые монеты гонконгского доллара и доллара Проливов (стрейтсдоллара, сингапурского доллара). Первые выпускались в 1866—1868 годах, вторые — в 1903—1909 годах, и все чеканились в том же весе и с той же стопой, что и британский торговый доллар.

## Торговые монеты в России

### Древнерусское государство

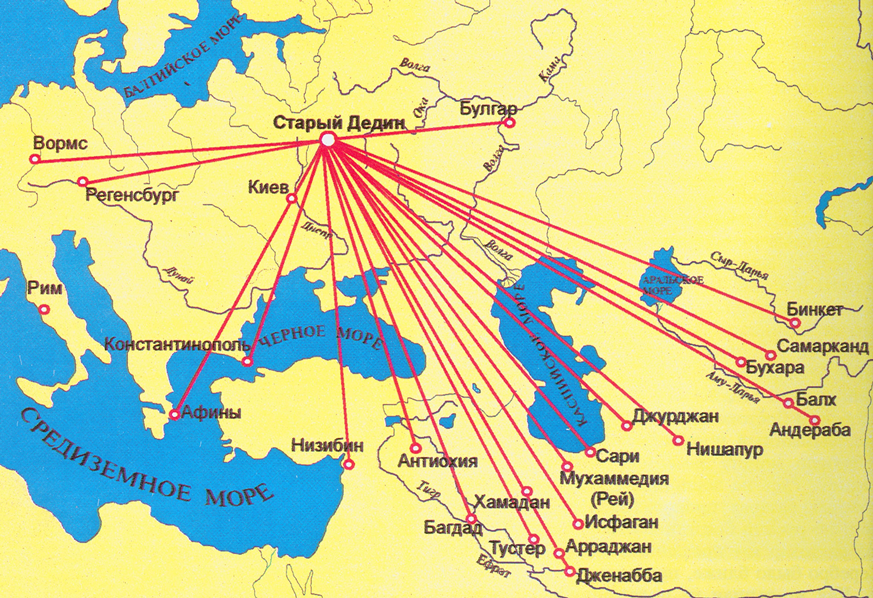
Места чеканки монет IX—X веков из стародединского клада (Беларусь)

Из античных монет на территории Древней Руси были известны серебряные римские денарии и антонинианы. Они часто встречаются в кладах, зарытых на территории Беларуси и Украины, реже — в более северных районах.
На Руси были известны почти все основные торговые монеты Раннего и Высокого Средневековья. Приток дирхемов начался в конце VIII веке, в том числе для транзита далее на Запад — в Скандинавию, Прибалтику, Пруссию, Польшу. Это были монеты из Средней Азии, Ирана, Закавказья, Месопотамии, Малой Азии, Северной Африки, арабской Испании. Особо заметную роль в их притоке играла Волжская Булгария, где в X веке даже возникла собственная чеканка подражаний. Возможно, существовал и второй центр подражательной чеканки — Хазарский каганат. Приток дирхемов продолжался примерно в течение двух веков, достигнув пика в X веке и угаснув в начале XI века. Причинами стали истощение серебряных рудников и почти повсеместное прекращение чеканки серебряных монет на Востоке, где их вытеснили медные и золотые монеты.
В XI веке место дирхемов начали занимать европейские денарии (прежде всего англосаксонские и германские). Однако в XII веке сначала сократился, а затем прекратился и их приток. Редко в кладах этого периода встречаются драхмы государства Сасанидов, чаще — византийские милиарисии. Известны многочисленные находки солидов, которые в X—XI веках даже стали прообразом для чеканки первых собственных монет — так называемых златников и сребреников. В подражание милиарисию чеканились монеты в Тмутараканском княжестве.
Для обозначения иностранных монет на Руси существовали собственные локальные названия, зафиксированные письменными источниками:
- куна — дирхем или денарий;
- ногата — более качественная, крупная куна;
- резана — половина куны;
- веверица — её отношение к куне определяют по-разному.

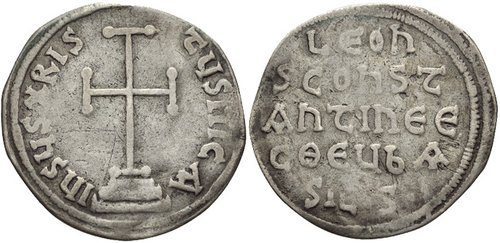
Византийский милиарисий (VIII в.)
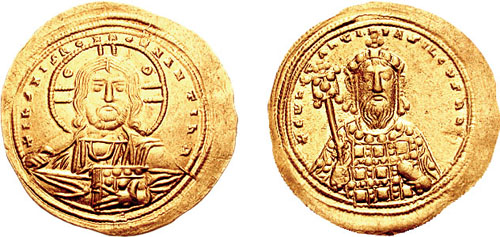
Византийский солид (X в.)
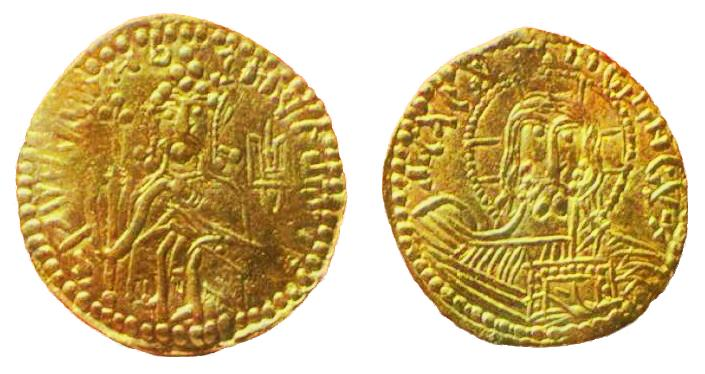
Златник Владимира (X в.)
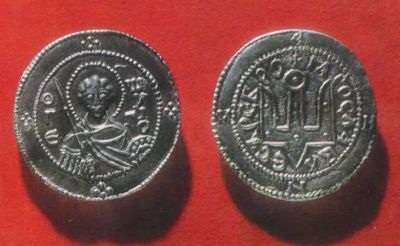
Сребреник Ярослава (XI в.)

### Удельная Русь

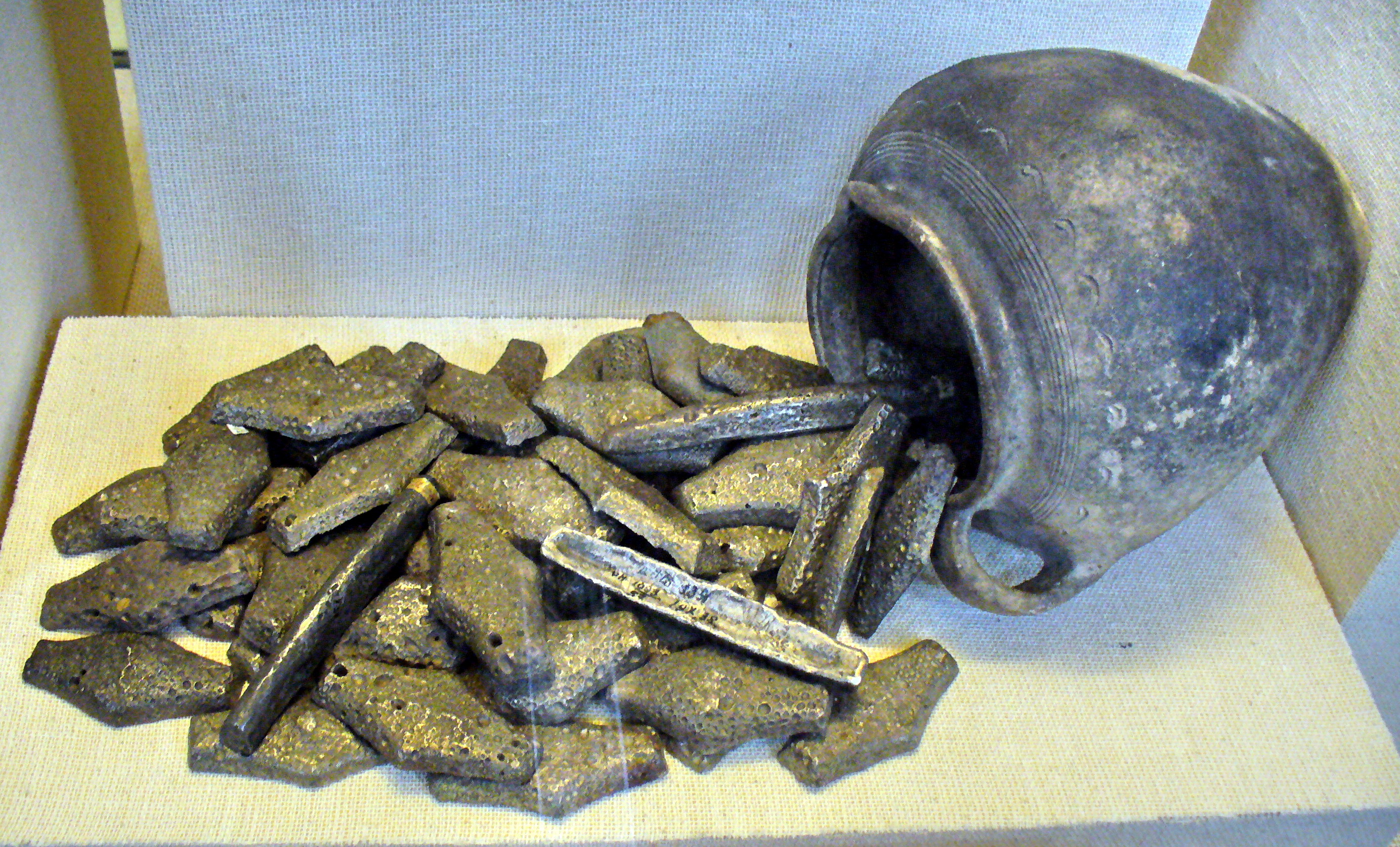
Киевские и новгородские гривны XII—XIII веков из киевского клада

Собственные месторождения серебра были открыты в России только в XVIII веке, поэтому денежное хозяйство страны целиком зависело от притока этого металла (как правило, в виде монеты) из-за границы. В XI веке это поступление начало сокращаться с восточного направления, в XII веке — с западного (предположительно из-за усиления немецких рыцарских орденов в Прибалтике и начала регулярных военных действий между ними и западными княжествами). С началом татаро-монгольского нашествия (XIII век) быстро исчезли и те немногие монеты, которые ещё оставались в обращении. Этот период, охвативший часть XII, весь XIII и почти весь XIV век, получил название безмонетного. В качестве средств обращения использовались товарные деньги: для крупных расчётов — скот и серебряные слитки (гривны киевские, новгородские, черниговские, литовские, татарские), для мелких — мех, стеклянные браслеты, бусы, пряслица. В ряде случаев функции денег выполняли ракушки каури (местные названия: ужовка, жуковина, жерновок, жерновка, змеиная головка). Гривны и каури можно рассматривать в качестве торговых монет этого периода.
В середине XIV века в восточных княжествах появились монеты Золотой Орды — серебряные дирхемы и медные пулы. Чуть позже с Запада, прежде всего через Литву, начали поступить пражские гроши. В Новгороде и Пскове имели хождение гроши краковские, пенязи (литовские денарии) и артуги (шведские эртуги, артиги Ливонского ордена). Примерно с 1380 года в русских княжествах началась чеканка собственных серебряных денег, что ознаменовало завершение безмонетного периода.
Широкое распространение на Руси получили золотые нобли и розенобли, которые по изображённому на них кораблю получили местное название «корабельники». Поступавшие в Московию дукаты по месту их происхождения стали именоваться «цесарскими (веницейскими)», «угорскими» и так далее червонцами или золотыми. Корабельник и угорский даже послужили образцами для чеканки редких золотых монет Ивана III.

### Русское царство
После реформы Елены Глинской (1534—1535) на Руси было унифицировано денежное обращение и основными номиналами стали копейка, денга и полушка. Обращение старых русских монет, а также иностранных было запрещено, однако последние продолжали выполнять важную роль во внешней торговле и оставаться сырьём для производства собственных российских монет. При этом действовало право свободной чеканки, когда за определённую плату любой мог заказать на монетном дворе производство монет из собственного серебра. Доля самого государства в чеканке была невелика. В 1648 году закупка серебра для производства монет была монополизирована, и основным сырьём стали талеры. Их официальное название на Руси — «ефимки» (иногда встречается термин «тарель»), которое происходит от первой части названия чешского города Иоахимсталя (Яхимова), являвшегося одним из ключевых центров чеканки монет этого типа. Среди наиболее известных на территории Руси — иоахимсталеры (собственно ефимки), альбертусталеры (патагоны, крестовые талеры; в России — «крестовый или крыжовый талер», «крыжак»), а также крупные, но низкопробные лёвендальдеры (львиные талеры, в России — «лёвок», «лёвковый талер», отсюда же «лёвковое, низкопробное серебро»).
В начале 1655 года в ходе реформы Алексея Михайловича (1654—1663) талеры, получившие надчеканку в виде двух клейм (обыкновенной копейки и даты «1655») и приравненные к 64 копейкам, непосредственно участвовали во внутреннем обращении. Выпускались и надчеканенные половинки талеров, которые приравнивались к 32 копейкам. Эта группа монет получила название «ефимки с признаком». Их выпуск прекратился в том же 1655 году или в самом начале 1656-го, но из обращения они были изъяты только в 1659-м.
Кратковременно во внутреннем обращении Руси участвовали и иностранные золотые монеты. Василий Шуйский (1606—1610) выпустил золотые денги и копейки того же вида и веса, что и серебряные. Исходя из принятого соотношения цен на золото и серебро (1:10), золотая денга оценивалась в 10 серебряных, а золотая копейка — в 20 серебряных денег. Европейские дукаты, соответствовавшие по весу 5 золотым копейкам (3,4 г), приравнивались к полтине (50 серебряных копеек или 100 денег). Известны битые обычными денежными и копеечными штемпелями золотые монеты XV—XVI веков, а также червонцы, их дробные и кратные, чеканившиеся при Алексее Михайловиче (1645—1676), Фёдоре Алексеевиче (1676—1682) и царевне Софье (1682—1689). Однако это были только коронационные (ими обсыпали нового царя при выходе из Успенского собора) и наградные монеты, в обращении не участвовавшие.
Отдельного упоминания заслуживает деннинги — серебряные копейки сначала с именем Михаила Фёдоровича (1613—1645), затем Кристиана IV (1588—1648), которые с разрешения русских властей в начале XVII века выпускалась Данией для торговли в Лапландии. Их первые выпуски являлись подражанием русским денгам (отсюда, вероятно, и название датской монеты), которые предпочитало местное население. Из Лапландии эти монеты попадали в северные русские районы, где получили название «корелки».

### Российская империя
В 1701 году в ходе денежной реформы Петра I в обращение были выпущены серебряные монеты достоинством в гривенник, полуполтину и полтину (ранее самым крупным номиналом была копейка). Появление новых монет было отмечено в гамбургском иллюстрированном периодическом издании Historische Remarques uber die neuesten Sachen Europa, где они были названы «талерами», «полуталерами», монетами в «10 шиллингов» или «5 грошей». Также сообщалось о выпуске новых «русских дукатов» — червонцев, которые, наконец, стали в России полноценной ходячей монетой. На самом деле талером в европейском понимании была монета в один рубль, которая появилась только в 1704 году, весила 28 граммов и часто чеканилась непосредственно на талерах как на заготовках (на некоторых экземплярах даже просматриваются исходные изображения и надписи или сохранился оригинальный гурт), но главное было отмечено — русские монеты были приведены к норме европейского талера, который тогда являлся основным инструментом международной торговли, и вошли в круг европейских монетных единиц. Но если на европейских монетах господствовали надписи латиницей, то на русских сохранялась кириллица. В записках ганноверского посланника Фридриха Вебера приводится ответ Петра на предложение заменить русские надписи на латинские, которые были бы доступнее для пониманию в Европе: первый российский император был бы гораздо более благодарен за совет, как вообще избежать появления русских монет за границей. Этот ответ вполне соответствовал меркантилистским взглядам Петра, а также объяснялся сохранявшимся дефицитом золота и серебра, необходимых для чеканки собственных монет.
В результате кириллица на всех монетах Российской империи сохранилась, сами рублевые монеты постепенно теряли вес, достигнув к 1764 году 18 граммов (этот вес сохранился уже до 1915 года, когда чеканка серебряных монет прекратилась) и оставаясь прежде всего внутрироссийским инструментом денежного обращения. На протяжении всего императорского периода продолжал действовать запрет на обращение иностранных монет (кроме некоторых приграничных и вновь присоединённых территорий — Ливония, Царство Польское, Финляндия, Молдавия и Валахия, другие). Больше века сохранялось монопольное право государства на чеканку и выпуск в обращение собственных монет. После реформы 1839—1843 годов и введения серебряного стандарта вновь было восстановлено право свободной чеканки как золотых, так и серебряных монет, а после реформы 1895—1897 годов и введения золотого стандарта только золотых. Основные мировые торговые монеты этого периода — разновидности талеров и дукатов — по-прежнему использовались как сырьё для чеканки, для внешней торговли или для выплаты жалования военным, участвовавшим в заграничных походах русской армии.
Необходимо особо отметить голландские дукаты (червонцы), по образцу которых с 1735 по 1868 год тайно чеканились точные русские копии, получившие в официальных документах название «известная монета». Поначалу они предназначались только для заграничных платежей и выплаты жалования русским войскам, ведущим военные действия в Средней Азии, на Кавказе и в Польше, откуда в конце концов попали и во внутреннее обращение. Местные названия — лобанчик, арапчик, пучковый (по изображённому на монете воину с пучком стрел). В самой Голландии чеканка этих червонцев была приостановлена в 1849 году (это последняя дата на русских копиях), в России прекратилась в 1868-м после протеста голландского правительства.

## Список торговых монет
В данном разделе представлен список некоторых монет, имевших наибольшее международное распространение в различные исторические эпохи, а также монет, выпускавшихся специально для торговли с другими странами и территориями. Последние выделены полужирным шрифтом. Зелёным цветом выделены монеты, часто использовавшиеся на территории Древней Руси, Русского царства и Российской Империи, жёлтым — монеты, которые встречались реже.

### Серебряные монеты
| Наименование                                            | Эмитент                                          | Период                                 | Территория обращения                                                                                     | Ч. в. / О. в., г (Проба) | Иллюстрация       |
| Монеты античности                                       | Монеты античности                                | Монеты античности                      | Монеты античности                                                                                        | Монеты античности        | Монеты античности |
| ------------------------------------------------------- | ------------------------------------------------ | -------------------------------------- | --- | ------------------------ | ----------------- |
| Коринфский статер (статер с пегасом)                    | Коринф, города Ахейского союза                   | Кон. VII — кон. IV в. до н. э.         | Бассейн Адриатического моря                                                                              | —/8,72 (≥ 950)           |                   |
| Сикль (персидский серебряный статер)                    | Государство Ахеменидов                           | Кон. VI — кон. IV в. до н. э.          | Малая Азия, бассейн Эгейского моря                                                                       | —/5,6 (?)                |                   |
| Аттическая (афинская) тетрадрахма                       | Афины, города Делосского союза                   | Нач. VI в. до н. э. — ?                | Средиземноморье, эллинистические государства, греческие колонии, другие регионы эллинистической культуры | —/17,44 (≥ 950)          |                   |
| Александровская тетрадрахма                             | Империя Александра Македонского                  | II пол. IV в. — II в. до н. э.         | Средиземноморье, эллинистические государства, греческие колонии, другие регионы эллинистической культуры | —/17,44 (≥ 950)          |                   |
| Денарий                                                 | Римская республика, Римская империя              | 268 г. до н. э. — сер. I в. н. э.      | Римская республика, Римская империя, соседние государства                                                | —/4,55 (≥ 950)           |                   |
| Викториат (римская драхма)                              | Римская республика                               | 268 г. — нач. II в. до н. э.           | Римские колонии, соседние государства                                                                    | —/3,41 (≥ 950)           |                   |
| Квадригат (римская дидрахма)                            | Римская республика                               | 268 г. — нач. II в. до н. э.           | Римские колонии, соседние государства                                                                    | —/6,82 (≥ 950)           |                   |
| Кистофор (кистофорная тетрадрахма)                      | Государства и римские колонии на Ближнем Востоке | Нач. II в. до н. э. — сер. II в. н. э. | Средиземноморье, эллинистические государства, греческие колонии, римские колонии                         | —/11,5—12,7 (?)          |                   |
| Милиарисий                                              | Римская империя, Византийская империя            | Нач. IV—XI в.                          | Европа, Азия                                                                                             | —/4,5 (?)                |                   |
| Силиква                                                 | Римская империя, Византийская империя            | Нач. IV в. — ?                         | Европа, Азия                                                                                             | —/2,27 (?)               |                   |
| Разновидности средневековых денария (пфеннига) и драхмы |                                                  |                                        | |                          |                   |
| Дирхем                                                  | Арабский халифат                                 | Кон. VII — нач. XI в.                  | Арабский халифат, соседние территории Европы, Африки, Азии                                               | —/3,9 (?)                |                   |
| Денье                                                   | Франкское государство                            | V—XIV в.                               | Западная, Южная, Центральная и Северная Европа                                                           | —/1,2—1,37 (?)           |                   |
| Англосаксонский пенни                                   | Англия                                           | II пол. VIII—XIV в.                    | Скандинавия, Прибалтика, Центральная и Восточная Европа                                                  | —/1,02—1,45 (?)          |                   |
| Кёльнский пфенниг (агриппинер)                          | Кёльн                                            | XI — кон. XIII в.                      | Священная Римская империя, соседние территории                                                           | 1,46/≈1,55 (≥ 900)       |                   |
| Фризахский пфенниг                                      | Фризах (Каринтия)                                | 1125 г. — сер. XIV в.                  | Священная Римская империя, соседние территории                                                           | 1,15/1,225 (937,5)       |                   |
| Геллер                                                  | Галле (Швабия)                                   | II пол. XII—XVI в.                     | Центральная и Восточная Европа                                                                           | 0,371/0,55 (?)           |                   |
| Разновидности гроша                                     |                                                  |                                        | |                          |                   |
| Турский грош (гро турнуа, турноза)                      | Франция                                          | 1266 г. — сер. XIV в.                  | Франция и соседние страны                                                                                | 4,03/4,22 (958)          |                   |
| Пражский грош                                           | Чехия                                            | 1300 г. — кон. XIV в.                  | Центральная и Восточная Европа                                                                           | —/3,7 (938)              |                   |
| Разновидности тестона (тестуна)                         |                                                  |                                        | |                          |                   |
| Итальянский тестон                                      | Миланское герцогство                             | 1474 г. — I пол. XVI в.                | Италия, Франция и соседние государства                                                                   | 9,28/9,65 (?)            |                   |
| Французский тестон                                      | Франция                                          | 1513 г. — кон. XVI в.                  | Франция, Италия и соседние государства                                                                   | 9,003/9,555 (?)          |                   |
| Разновидности талера и торгового доллара                |                                                  |                                        | |                          |                   |
| Гульденгрош (гульденгрошен, гульдинер)                  | Тироль                                           | 1484 (1486?) — ?                       | Европа                                                                                                   | —/29,232 (937,5)         |                   |
| Песо (испанский, мексиканский доллар)                   | Испания, Мексика                                 | 1497 (1537?) — 1868                    | Европа, Азия, Америка, Африка                                                                            | 25,57/— (?)              |                   |
| Иоахимсталер (шликсталер)                               | Чехия                                            | 1518—?                                 | Центральная и Восточная Европа                                                                           | 27,2/29,5 (?)            |                   |
| Лёвендальдер (львиный талер)                            | Нидерланды                                       | 1575—?                                 | Нидерланды, Европа, Левант                                                                               | 20,736/27,648 (?)        |                   |
| Крестовый талер (альбертусталер, патагон)               | Испанские Нидерланды, Нидерланды                 | 1612 г. — XVIII в.                     | Священная Римская империя, Восточная Европа, Прибалтика, Испания                                         | 24,65/— (?)              |                   |
| Талер Марии Терезии                                     | Австрия                                          | 1753 г. — сер. XX в.                   | Ближний Восток, Северо-Восточная Африка                                                                  | 23,3856/28,0668 (833)    |                   |
| Торговый доллар США                                     | США                                              | 1873—1885                              | Китай, Юго-Восточная Азия                                                                                | 24,494/— (900)           |                   |
| Японский торговый доллар                                | Японская империя                                 | 1874—1877                              | Китай, Юго-Восточная Азия                                                                                | ?/? (?)                  |                   |
| Торговый пиастр                                         | Франция                                          | 1885—? (до 1931 г.)                    | Французский Индокитай                                                                                    | 27,215/— (900)           |                   |
| Британский торговый доллар                              | Великобритания                                   | 1895—1935                              | Китай, Юго-Восточная Азия                                                                                | 24,26/— (900)            |                   |

### Золотые монеты
| Наименование                                       | Эмитент                               | Период                          | Территория обращения                                                                                     | Ч. в. / О. в., г (Проба)      | Иллюстрация                   |
| Монеты античности (до солида)                      | Монеты античности (до солида)         | Монеты античности (до солида)   | Монеты античности (до солида)                                                                            | Монеты античности (до солида) | Монеты античности (до солида) |
| -------------------------------------------------- | ------------------------------------- | ------------------------------- | --- | ----------------------------- | ----------------------------- |
| Дарик (персидский золотой статер)                  | Государство Ахеменидов                | Кон. VI — кон. IV в. до н. э.   | Малая Азия                                                                                               | —/8,4 (980)                   |                               |
| Кизикин                                            | Кизик                                 | VI—IV в. до н. э.               | Малая Азия, Греция, Северное Причерноморье                                                               | —/≈16 (320—520)               |                               |
| Филипп (филиппус, александровский золотой статер)  | Империя Александра Македонского       | II пол. IV в. до н. э. — ?      | Средиземноморье, эллинистические государства, греческие колонии, другие регионы эллинистической культуры | —/8,1—8,6 (?)                 |                               |
| Ауреус                                             | Римская империя                       | Кон. I в. до н. э. — нач. IV в. | Римская республика, Римская империя, римские колонии                                                     | —/≈8,19 (?)                   |                               |
| Разновидности солида                               |                                       |                                 | |                               |                               |
| Солид (безант, бизантин, номизма)                  | Римская империя, Византийская империя | Нач. IV в. — XV в.              | Европа, Азия                                                                                             | —/4,55 (?)                    |                               |
| Динар                                              | Арабский халифат                      | 696 г. — XV в.                  | Арабский халифат, соседние территории Европы, Африки, Азии                                               | —/4,25 (?)                    |                               |
| Золотой шиллинг                                    | Германские государства                | V — сер. VII в.                 | Европа, Северная Африка                                                                                  | —/4,55 (?)                    |                               |
| Разновидности флорина, дуката и экю                |                                       |                                 | |                               |                               |
| Флорин                                             | Флорентийская республика              | 1252—1532                       | Европа                                                                                                   | —/3,537 (985)                 |                               |
| Золотой экю (экюдор)                               | Франция                               | 1266—1653                       | Западная Европа                                                                                          | —/4 (?)                       |                               |
| Цехин (венецианский дукат)                         | Венецианская республика               | 1284—1797                       | Европа                                                                                                   | —/3,5 (985)                   |                               |
| Форинт (венгерский дукат)                          | Венгрия                               | 1325—?                          | Европа                                                                                                   | —/3,5 (985)                   |                               |
| Рейхсдукат (гульден, гольдгульден, немецкий дукат) | Государства Священной Римской империи | Сер. XIV в. — ?                 | Европа                                                                                                   | 3,44/3,49 (985)               |                               |
| Голландский (торговый) дукат                       | Нидерланды                            | 1586 г. — XIX в.                | Европа, голландские колонии                                                                              | 3,43/— (985)                  |                               |
| Разновидности нобля (риала, райола)                |                                       |                                 | |                               |                               |
| Нобль                                              | Англия                                | 1344—1454(1464)                 | Европа                                                                                                   | —/8,97 (?)                    |                               |
| Розенобль (риал, райол)                            | Англия                                | 1455(1465)—1600                 | Европа                                                                                                   | 7,736/7,776 (?)               |                               |
| Разновидности пистоля                              |                                       |                                 | |                               |                               |
| Пистоль (двойной эскудо)                           | Испания                               | XVI в. — ?                      | Европа                                                                                                   | —/6,2 (906?)                  |                               |
| Луидор                                             | Франция                               | 1640—1803                       | Европа                                                                                                   | 6,02—7,28/— (< 916)           |                               |
| Разновидности соверена                             |                                       |                                 | |                               |                               |
| Английский соверен                                 | Англия                                | 1489—1660                       | Англия, её колонии и зависимые территории                                                                | 15,47/15,55 (> 990)           |                               |
| Британский соверен                                 | Великобритания                        | 1816—1914                       | Великобритания, её колонии и зависимые территории, другие страны                                         | 7,3224/7,9881 (917)           |                               |
| Прочие                                             |                                       |                                 | |                               |                               |
| Союзная крона                                      | Участники союза                       | 1857—1873                       | Европа                                                                                                   | 10/11,111 (900)               |                               |

### Монеты, имевшие локальное, российское, значение
| Наименование                                  | Эмитент                                        | Период                     | Территория обращения                                                 | Ч. в. / О. в., г (Проба)   | Иллюстрация                |
| Серебряные слитки (гривны)                    | Серебряные слитки (гривны)                     | Серебряные слитки (гривны) | Серебряные слитки (гривны)                                           | Серебряные слитки (гривны) | Серебряные слитки (гривны) |
| --------------------------------------------- | ---------------------------------------------- | -------------------------- | -------------------------------------------------------------------- | -------------------------- | -------------------------- |
| Киевская гривна                               | Киевская Русь                                  | XI—XIII в.                 | Юго-Западные, Юго-Восточные земли                                    | —/≈160 (?)                 |                            |
| Новгородская гривна                           | Новгородская республика                        | XIII—XV в.                 | Северо-Западные, Северо-Восточные, Юго-Западные, Юго-Восточные земли | —/≈204 (?)                 |                            |
| Черниговская (волынская) гривна               | Волынь                                         | Кон. XII—XIII в.           | Юго-Западные земли                                                   | —/≈204 (?)                 |                            |
| Сум (татарская гривна)                        | Золотая Орда                                   | XIV в.                     | Северо-Восточные земли, Приволжье                                    | —/≈204 (?)                 |                            |
| Изрой (литовская гривна)                      | Литовская Русь, Великое княжество Литовское    | XIV в.                     | Северо-западные, Юго-Западные земли                                  | —/170—189,5 (?)            |                            |
| Серебряные монеты                             |                                                |                            |                                                                      |                            |                            |
| Татарский дирхем                              | Золотая Орда                                   | Кон. XIII — нач. XV в.     | Северо-Восточные, Юго-Восточные земли                                | —/1,4—1,5 (?)              |                            |
| Пенязь (литовский денарий)                    | Великое княжество Литовское                    | XIII—XVII в.               | Новгород, Псков, Юго-Западные земли                                  | 0,085/0,35 (?)             |                            |
| Эртуг                                         | Швеция                                         | I пол. XV в.               | Новгород, Псков                                                      | —/1,1—1,2 (?)              |                            |
| Артиг                                         | Ливонский орден                                | I пол. XV в.               | Новгород, Псков                                                      | —/? (?)                    |                            |
| Краковский грош (польский или литовский грош) | Краковская Польша, Великое княжество Литовское | I пол. XV в.               | Новгород, Псков                                                      | —/3,1 (?)                  |                            |
| Деннинг (корелка)                             | Дания                                          | I пол. XVII в.             | Лапландия, соседние русские земли                                    | ?/? (?)                    |                            |
| Медные монеты                                 |                                                |                            |                                                                      |                            |                            |
| Татарский пул                                 | Золотая Орда                                   | II пол. XIV в.             | Северо-Восточные, Юго-Восточные земли                                | —/? (—)                    |                            |

Примечания к таблицам
1. 1 2 3  Период выполнения монетой функций торговой, не обязательно совпадающий с годами её чеканки
2. 1 2 3  Первоначальные чистый / общий вес монеты, и её проба
3. ↑  В отличие от других центров монетной чеканки Древней Греции состоял из 3 драхм
4. 1 2  1 дарик = 20 сиклей. Иногда сиклем называют 1⁄2 персидского статера
5. ↑  По сути разновидность аттической тетрадрахмы
6. ↑  Сначала был тяжелее, потом легче аттической драхмы (4,36 г), но обычно к ней приравнивался. См. Мэттингли, 2005, с. 90
7. ↑  С 217 г. до н. э. —/3,9 г; при Нероне —/3,41 г, далее ещё ниже
8. ↑  Равен 3⁄4 денария или 1 драхме
9. ↑  С 217 г. до н. э. —/2,9 г
10. ↑  Равен 1+1⁄2 денария или дидрахме
11. ↑  Первоначально равен 3 аттическим драхмам, позже — 3 денариям. Из-за низкого содержания серебра некоторые разновидности (александринеры) приравнивались к 1 денарию
12. 1 2 3  При Гонории 1 солид = 12 милиарисиев = 24 силиквы, однако это соотношение менялось
13. ↑  Впоследствии вес значительно снизился, достигнув 2,5—3 г
14. ↑  Впоследствии вес значительно снизился
15. 1 2  1 динар в разные периоды равнялся от 7 до 15 дирхемов
16. ↑  К X в. —/3 г
17. ↑  К концу X в. 0,509/1,22 г; в дальнейшем вес продолжал снижаться
18. ↑  К X в. —/3 г
19. ↑  Первоначально равен 1⁄160 кёльнской марки (233,856 г). См. СН, 1993, «Марка»
20. ↑  К 1280 г. 1,3/1,46 г
21. ↑  С 1334 г. 0,67/0,8 г
22. ↑  Впоследствии вес снижался
23. ↑  С 1318 г. 3,95/4,2 г; в дальнейшем ещё ниже
24. ↑  К концу XIV в. —/2,7 г, проба — 375
25. ↑  С 1541 г. 8,584/— г
26. ↑  По другим данным, 29,8/32 г
27. ↑  C 1854 г. 23,36/— г
28. ↑  C 1534 г. 26,39/29,5 г
29. ↑  В англоязычных источниках часто называется французским торговым долларом
30. ↑  C 1895 г. 27/— г
31. ↑  Равнялся дарику. Изготавливался из электра с содержанием золота в 32—52 %
32. ↑  Получил название по имени Филиппа II, отца Александра Македонского, при котором началась чеканка монеты
33. ↑  При Августе равнялся 25 денариям
34. ↑  Начиная с Нерона (54—68), вес ауреуса неуклонно снижался
35. ↑  Впоследствии вес неуклонно снижался
36. ↑  Впоследствии сильные колебания веса
37. ↑  Впоследствии вес неуклонно снижался, достигнув 3,18 г
38. ↑  В 1290 г. вес был снижен почти до уровня флорина (дуката)
39. ↑  С 1559 г,
40. ↑  Впоследствии вес неуклонно снижался
41. ↑  С 1786 г. —/5,92 г
42. ↑  С 1601 г. 10,213/11,146 г
43. ↑  Эпизодические выпуски для разных целей продолжались и после 1914 года
44. ↑  В союз входили: Австрия, Лихтенштейн, Бавария, Пруссия и другие немецкие государства
45. ↑  В пределах Северо-Восточной Руси, Русского царства, Российской империи
46. ↑  Впоследствии вес снижался, достигнув 0,07/0,3 г